# Адриан Гаджа
Адриан Гаджа, известен още като Адриан, е северномакедонски поп певец от албански произход, един от представителите на Република Македония на Евровизия 2008.

## Биография
Адриан Гаджа е 13 февруари 1984 г. в Скопие, СФР Югославия. Като дете завършва музикално училище в класа по цигулка. Музикалната му кариера започва като изпълнител, след като печели фестивала „Nota Fest“ през 2001 г. Оттогава е един от най-популярните музиканти в Северна Македония и Албания. Издадова три албума, два от които са на албански, а един – на македонска литературна норма.
През февруари 2008 г. Гаджа се кандидатира за участие в Евровизия, изпълнявайки се на националната селекция с песента „В името на Любовта“, заедно с Тамара Тодевска и Върчак. Песента печели квалификационния кръг и скоро се превръща в хит на Балканите. Песента е записана на македонска литерарутна норма, албански, сръбски, турски, руски и английски. Английската версия на песента – „Нека те обичам“ е изпълнена на Евровизия 2008. Видео на песента е заснето от известния северномакедонски режисьор Деян Милкевич.
Триото изпява песента „Нека те обичам“ във втория полуфинал, под номер 18. Състезателите заемат 10-о място, но поради позицията на участниците не стигат до финала – на финала присъства Шарлот Перели, която заема тринадесето място.

## Дискография

### Албуми
- Thuaj Mamit (2006)
- 300 Godini (2008)
- E Brenduar (2010)

### Сингли
- Sa Sexy
- Nedopirliva
- Vo Ime Na Ljubovta
- Toksična
- Ti Tani
- Skandali
- Zarobena

|  | Тази страница частично или изцяло представлява превод на страницата „Гаджа, Адриан“ в Уикипедия на руски. Оригиналният текст, както и този превод, са защитени от Лиценза „Криейтив Комънс – Признание – Споделяне на споделеното“, а за съдържание, създадено преди юни 2009 година – от Лиценза за свободна документация на ГНУ. Прегледайте историята на редакциите на оригиналната страница, както и на преводната страница, за да видите списъка на съавторите. ВАЖНО: Този шаблон се отнася единствено до авторските права върху съдържанието на статията. Добавянето му не отменя изискването да се посочват конкретни източници на твърденията, които да бъдат благонадеждни. |